# Mykyta Shevchenko
Mykyta Ruslanovych Shevchenko (en ucraniano: Микита Русланович Шевченко; nacido el 26 de enero de 1993 en Jórlivka, Óblast de Donetsk, Ucrania) es un arquero de fútbol ucraniano que juega para el Zorya Luhansk en la Premier League de Ucrania.

## Carrera
Shevchenko ha sido miembro de diferentes selecciones nacionales juveniles de fútbol de Ucrania. Fue convocado como miembro de la selección nacional de fútbol de Ucrania sub-18 por el entrenador Oleh Kuznetsov en el verano de 2010, pero no jugó en ningún partido.
Shevchenko fue nombrado como parte de la selección de mayores de Ucrania para la UEFA Euro 2016.

## Honores

### Club
Shakhtar
- Premier League de Ucrania : 2012-13, 2016-17, 2017-18
- Copa de Ucrania : 2012-13, 2016-17, 2017-18
- Supercopa de Ucrania : 2012, 2017

## Estadísticas de su carrera

### Club
| Club                     | Temporada           | Liga                    | Liga | Liga  | Copa de Ucrania | Copa de Ucrania | Champions League | Champions League | Europa League | Europa League | Supercopa de Ucrania | Supercopa de Ucrania | Total | Total |
| Club                     | Temporada           | Division                | PJ   | Goles | PJ              | Goles           | PJ               | Goles            | PJ            | Goles         | PJ                   | Goles                | PJ    | Goles |
| ------------------------ | ------------------- | ----------------------- | ---- | ----- | --------------- | --------------- | ---------------- | ---------------- | ------------- | ------------- | -------------------- | -------------------- | ----- | ----- |
| Mariupol (préstamo)      | 2011–12             | Liga Premier de Ucrania | 0    | 0     | 0               | 0               | 0                | 0                | 0             | 0             | 0                    | 0                    | 0     | 0     |
| Total                    | Total               | Total                   | 0    | 0     | 0               | 0               | 0                | 0                | 0             | 0             | 0                    | 0                    | 0     | 0     |
| Zorya Luhansk (préstamo) | 2013–14             | Liga Premier de Ucrania | 8    | 0     | 1               | 0               | 0                | 0                | 0             | 0             | 0                    | 0                    | 9     | 0     |
| Zorya Luhansk (préstamo) | 2014–15             | Liga Premier de Ucrania | 16   | 0     | 1               | 0               | 0                | 0                | 5             | 0             | 0                    | 0                    | 22    | 0     |
| Zorya Luhansk (préstamo) | 2015–16             | Liga Premier de Ucrania | 21   | 0     | 5               | 0               | 0                | 0                | 4             | 0             | 0                    | 0                    | 30    | 0     |
| Total                    | Total               | Total                   | 45   | 0     | 7               | 0               | 0                | 0                | 9             | 0             | 0                    | 0                    | 61    | 0     |
| Shakhtar Donetsk         | 2012–13             | Liga Premier de Ucrania | 0    | 0     | 0               | 0               | 0                | 0                | 0             | 0             | 0                    | 0                    | 0     | 0     |
| Shakhtar Donetsk         | 2016–17             | Liga Premier de Ucrania | 2    | 0     | 1               | 0               | 0                | 0                | 2             | 0             | 0                    | 0                    | 5     | 0     |
| Shakhtar Donetsk         | 2017–18             | Liga Premier de Ucrania | 1    | 0     | 0               | 0               | 0                | 0                | 0             | 0             | 0                    | 0                    | 1     | 0     |
| Total                    | Total               | Total                   | 3    | 0     | 1               | 0               | 0                | 0                | 2             | 0             | 0                    | 0                    | 6     | 0     |
| Karpaty Lviv (préstamo)  | 2018–19             | Liga Premier de Ucrania | 7    | 0     | 1               | 0               | 0                | 0                | 0             | 0             | 0                    | 0                    | 8     | 0     |
| Zorya Luhansk            | 2019–20             | Liga Premier de Ucrania | 2    | 0     | 0               | 0               | 0                | 0                | 1             | 0             | 0                    | 0                    | 0     | 0     |
| Total                    | Total               | Total                   | 7    | 0     | 1               | 0               | 0                | 0                | 0             | 0             | 0                    | 0                    | 8     | 0     |
| Total en su carrera      | Total en su carrera | Total en su carrera     | 55   | 0     | 9               | 0               | 0                | 0                | 11            | 0             | 0                    | 0                    | 75    | 0     |